# Sex (rocher)
Pour les articles homonymes, voir Sex.
Sex (prononcé « sè ») est un appellatif toponymique d'origine francoprovençale désignant un rocher isolé ou une falaise dans les Alpes.

## Étymologie
Sex est une forme locale issue du gallo-roman SAXU « rocher, roc », du latin saxum « rocher, roc », tout comme l'ancien français sasse ou saxe, qui procède de saxa, pluriel du latin saxum. Le terme latin dérive de seco, « couper », « tailler » (dans le sens de la taille de pierre), et provient de l'indo-européen *sē̆k, « couper ».
De nombreux sommets ou lieux-dits portent ce nom ou ses dérivés en Suisse romande et en Savoie. Il se retrouve sous les formes six, sixt, siaix, siex, scex, saix, sè, sassa, sasse, voire ciel.

## Exemples

### Sommets
- Italie :
  - Sasso di Sesto (2 539 m, province autonome de Bolzano)
  - Sassa d'Entova (3 329 m, province de Sondrio)
  - Sasso Cavallo (1 923 m, province de Lecco)
  - Gran Sasso (2 912 m, province de Teramo)

- Suisse :
  - Canton du Valais :
    - Sex du Cœur	(2 021 m)
    - Sex des Granges (2 082 m)
    - Sex des Molettes (2 782 m)
    - Sex Noir
    - Sex du Palatieu (1 787 m)
    - Sex Quinaudoz (3 209 m)
    - Sex Rouge
    - Blancsex (1 747 m)
    - Dent des Sex Vernays (2 662 m)
    - Haut Sex (1 961 m)
    - Sex de Marinda (2 906 m)

  - Canton de Vaud :
    - Sex des Branlettes (2 620 m)
    - Sex Mort (2 934 m)
    - Sex des Nombrieux (1 805 m)
    - Sex Percé (2 514 m)
    - Sex Rouge
    - Gros Sex (2 418 m)

### Localités
- Porte-du-Scex, lieu-dit situé au nord-est du village de Vouvry dans le canton du Valais
- Le Saix, commune française, située dans le département des Hautes-Alpes

### Édifices
- Chapelle de Notre-Dame du Scex, canton du Valais
- Saleuscex, ancienne tour de guet au sommet du Cubly ou Cubli (1 157 m) dominant la ville de Montreux